# 田嶋智太郎
田嶋 智太郎（たじま ともたろう）（1964年 - ）は経済評論家、金融ジャーナリスト。

## 略歴
1988年慶應義塾大学卒業後、国際証券（現・三菱UFJ証券ホールディングス）勤務を経て転身。主に金融・経済全般から戦略的な企業経営、ひいては個人の資産形成、資金運用まで幅広い範囲を分析・研究する。
株式会社アルフィナンツ代表。
民間企業や金融機関、新聞社、自治体、各種商工団体等の主催する講演会、セミナー、研修等の講師を務める。
2011年1月、有料メルマガ配信サービス「foomii」より、有料メルマガ「ＦＸ＆ＣＦＤで勝つ！ 田嶋智太郎の投資レポート」を配信すると発表した。

## 著書
- 『にわか投資家が株で快勝する法』（あさ出版）
- 『一人勝ちの株作戦』（ベストセラーズ）
- 『財産見直しマニュアル』（ぱる出版）
- 『外貨でトクする本』（ダイヤモンド社）

他多数

## テレビ
- さんま・福澤のホンマでっか!?ニュース（フジテレビ）
- おはよう川村龍一です（MBSラジオ）
- やじうまプラス（テレビ朝日）
- 一発解答!銘柄ナビ（日経CNBC）

他多数